# АБА плеј-оф 1968.
АБА плеј-оф 1968. године био је постсезонски турнир након инаугуралне сезоне Америчке кошаркашке асоцијације 1967/68, почео је 23. марта и завршио се 4. маја. Турнир је завршен тако што су у АБА плеј−оф финалу, шампион Источне дивизије Питсбург пајперси победили шампиона Западне дивизије, Њу Орлеанс баканирсе, са скором од 4 : 3.

## Значајни догађаји
Ово је било прво АБА првенство.
Питсбург пајперси су освојили АБА шампионат у плеј-офу након што су остварили најбољи резултат лиге током регуларне сезоне (54 : 24, .692%). Минесота маскиси су имали други најбољи резултат у лиги, али су играли у Источној дивизији са Пајперсима.
Ниједан од четири тима који су се пласирали у финале Дивизије (и АБА финале) нити кадровски нити егзистенцијално нити кадровски није остао исти током целе сезоне а ни током целог постојања лиге. Доста често су кубурили са финансијама па су мењали играче, градове или имена. Питсбург пајперси су наредну сезону провели као Минесота пајперси, вратили су се да играју као Питсбург пајперси годину дана након тога, а затим су играли две сезоне као Питсбург кондорси пре него што су се расформирали 1972. године. После три сезоне Њу Орлеанс баканирси су напустили град и постали Мемфис прос. Године 1970. Минесота маскиси су провели наредне две сезоне као Мајами флоридијанси, а затим су провели две сезоне након тога као Флоридијанси пре него што су се и они распустили 1972. године. Далас чапаралси су на крају постали Сан Антонио спарси, настављајући до данас да играју у НБА лиги.
Кентаки колонелси су у последњи моменат обезбедили место у плеј-офу Источне дивизије у плеј-офу када су победили Њу Џерзи американси њиховим одустајањем Американса због немогућности одигравања сусрета у Комак арена, која је имала паркет где се није могао играти.
Кони Хокинс из Питсбург пајперса је био проглашен за најкориснијег играча АБА плеј-офа.

## Рачва плеј−офа
Напомена:
- Четвртфинале АБА лиге је уједно полуфинале Источне/Западне дивизије, а полуфинале АБА лиге је финале Источне/Западне дивизије.

|                  | Четвртфинале     | Четвртфинале       | Четвртфинале     |                  |                  | Полуфинале         | Полуфинале       | Полуфинале       |                  |                  | Финале                   | Финале                   | Финале                   |                          |                          |
|                  |                  |                    |                  |                  |                  |                    |                  |                  |                  |                  |                          |                          |                          |                          |                          |
|                  | Западна дивизија |                    |                  |                  |                  |                    |                  |                  |                  |                  |                          |                          |                          |                          |                          |
|                  | 1                | Баканирси*         | 3                |                  |                  |                    |                  |                  |                  |                  |                          |                          |                          |                          |                          |
|                  | 3                | Денвер рокетси     | 2                |                  |                  | Западна дивизија   | Западна дивизија | Западна дивизија | Западна дивизија | Западна дивизија |                          |                          |                          |                          |                          |
|                  |                  |                    |                  |                  | 1                | Баканирси*         | 4                |                  |                  |                  |                          |                          |                          |                          |                          |
| Западна дивизија | Западна дивизија | Западна дивизија   | Западна дивизија |                  | 2                | Далас чапаралси    | 1                |                  |                  |                  |                          |                          |                          |                          |                          |
|                  | 4                | Хјустон маверикси  | 0                |                  |                  |                    |                  |                  |                  |                  |                          |                          |                          |                          |                          |
|                  | 2                | Далас чапаралси    | 3                |                  |                  |                    |                  |                  |                  |                  | Западна/источна дивизија | Западна/источна дивизија | Западна/источна дивизија | Западна/источна дивизија | Западна/источна дивизија |
|                  |                  |                    |                  |                  |                  |                    |                  |                  |                  |                  | 1                        | Баканирси                | 3                        |                          |                          |
|                  | Источна дивизија | Источна дивизија   | Источна дивизија | Источна дивизија | Источна дивизија |                    |                  |                  |                  |                  | 1                        | Питсбург пајперси*       | 4                        |                          |                          |
|                  | 1                | Питсбург пајперси* | 3                |                  |                  |                    |                  |                  |                  |                  |                          |                          |                          |                          |                          |
|                  | 3                | Индијана пејсерси  | 0                |                  |                  | Источна дивизија   | Источна дивизија | Источна дивизија | Источна дивизија | Источна дивизија |                          |                          |                          |                          |                          |
|                  |                  |                    |                  |                  | 1                | Питсбург пајперси* | 4                |                  |                  |                  |                          |                          |                          |                          |                          |
| Источна дивизија | Источна дивизија | Источна дивизија   | Источна дивизија |                  | 2                | Минесота маскиси   | 1                |                  |                  |                  |                          |                          |                          |                          |                          |
|                  | 4                | Кентаки колонелси  | 2                |                  |                  |                    |                  |                  |                  |                  |                          |                          |                          |                          |                          |
|                  | 2                | Минесота маскиси   | 3                |                  |                  |                    |                  |                  |                  |                  |                          |                          |                          |                          |                          |

* Победник дивизије

Подебљан−  Победник серије

 Курзив − Екипа са домаћинском предношћу

### Полуфинала Источне дивизије
У полуфиналу Источне дивизије су играли следећи тимови:  Питсбург пајперси, Индијана пејсерси, Минесота маскиси и Кентаки колонелси

#### (1)Питсбург пајперсии (3)Индијана пејсерси
| 25. март | Извештај | Индијана пејсерси 127, Питсбург пајперси 146  | Индијана пејсерси 127, Питсбург пајперси 146 | Индијана пејсерси 127, Питсбург пајперси 146 | Сивик арена, Питсбург, Пенсилванија |  |
| 25. март | Извештај | Поени: Роџер Браун 32 Скокови: Роџер Браун 12 |                                              | Кони Хоукинс 38 Трупер Вашингтон 20          | Сивик арена, Питсбург, Пенсилванија |  |
| 25. март | Извештај | Питсбург повео у серији, 1 : 0                |                                              |                                              | Сивик арена, Питсбург, Пенсилванија |  |

| 26. март | Извештај | Индијана пејсерси 108, Питсбург пајперси 121 | Индијана пејсерси 108, Питсбург пајперси 121 | Индијана пејсерси 108, Питсбург пајперси 121 | Сивик арена, Питсбург, Пенсилванија |  |
| 26. март | Извештај | Поени: Фреди Луис 21 Скокови: Оли Дарден 16  |                                              | Арт Хејман 32 Трупер Вашингтон 15            | Сивик арена, Питсбург, Пенсилванија |  |
| 26. март | Извештај | Питсбург води у серији 2 : 0                 |                                              |                                              | Сивик арена, Питсбург, Пенсилванија |  |

| 27. март | Извештај | Питсбург пајперси 133, Индијана пејсерси 114      | Питсбург пајперси 133, Индијана пејсерси 114 | Питсбург пајперси 133, Индијана пејсерси 114 | Индијана Фармерс колосеум, Индијанаполис, Индијана |  |
| 27. март | Извештај | Поени: Чарли Вилијамс 34 Скокови: Кони Хоукинс 15 |                                              | Фреди Луис 32 Џорџ Пиплс 20                  | Индијана Фармерс колосеум, Индијанаполис, Индијана |  |
| 27. март | Извештај | Питсбург победио у серији, 3 : 0                  |                                              |                                              | Индијана Фармерс колосеум, Индијанаполис, Индијана |  |

| 7. новембар 1967. | Извештај | Индијана пејсерси 100, Питсбург пајперси 83 | Индијана пејсерси 100, Питсбург пајперси 83 | Индијана пејсерси 100, Питсбург пајперси 83 | Сивик арена, Питсбург |  |

| 16. новембар 1967. | Извештај | Питсбург пајперси 116, Индијана пејсерси 90 | Питсбург пајперси 116, Индијана пејсерси 90 | Питсбург пајперси 116, Индијана пејсерси 90 | Индијана Фармерс колосеум, Индијанаполис |  |

| 3. децембар 1967. | Извештај | Индијана пејсерси 100, Питсбург пајперси 103 | Индијана пејсерси 100, Питсбург пајперси 103 | Индијана пејсерси 100, Питсбург пајперси 103 | Сивик арена, Питсбург |  |

| 16. децембер 1967. | Извештај | Питсбург пајперси 122, Индијана пејсерси 117 | Питсбург пајперси 122, Индијана пејсерси 117 | Питсбург пајперси 122, Индијана пејсерси 117 | Индијана Фармерс колосеум, Индијанаполис |  |

| 31. децембар 1967. | Извештај | Индијана пејсерси 106, Питсбург пајперси 121 | Индијана пејсерси 106, Питсбург пајперси 121 | Индијана пејсерси 106, Питсбург пајперси 121 | Сивик арена, Питсбург |  |

| 11. јануар 1968. | Извештај | Индијана пејсерси 115, Питсбург пајперси 138 | Индијана пејсерси 115, Питсбург пајперси 138 | Индијана пејсерси 115, Питсбург пајперси 138 | Сивик арена, Питсбург |  |

| 13. јануар 1968. | Извештај | Питсбург пајперси 99, Индијана пејсерси 113 | Питсбург пајперси 99, Индијана пејсерси 113 | Питсбург пајперси 99, Индијана пејсерси 113 | Индијана Фармерс колосеум, Индијанаполис |  |

| 17. јануар 1968. | Извештај | Питсбург пајперси 137, Индијана пејсерси 101 | Питсбург пајперси 137, Индијана пејсерси 101 | Питсбург пајперси 137, Индијана пејсерси 101 | Индијана Фармерс колосеум, Индијанаполис |  |

| 31. јануар 1968. | Извештај | Питсбург пајперси 113, Индијана пејсерси 119 | Питсбург пајперси 113, Индијана пејсерси 119 | Питсбург пајперси 113, Индијана пејсерси 119 | Индијана Фармерс колосеум, Индијанаполис |  |

| 6. фебруар 1968. | Извештај | Индијана пејсерси 113, Питсбург пајперси 100 | Индијана пејсерси 113, Питсбург пајперси 100 | Индијана пејсерси 113, Питсбург пајперси 100 | Сивик арена, Питсбург |  |

Ово је био први плеј-оф сусрет између Пајперса и Пејсера.

#### (2)Минесота маскисии (4)Кентаки колонелси
| 24. март | Извештај | Кентаки колонелси 102, Минесота маскиси 115                                   | Кентаки колонелси 102, Минесота маскиси 115 | Кентаки колонелси 102, Минесота маскиси 115 | Мет центар, Блумингтон, Минесота |  |
| 24. март | Извештај | Поени: Дерел Керијер 29 Скокови: Дерел Керијер, Џим Лајгон, Кендал Рајн по 8. |                                             | Мел Денијелс 44 Мел Денијелс 15             | Мет центар, Блумингтон, Минесота |  |
| 24. март | Извештај | Минесота је повела серију, 1 : 0                                              |                                             |                                             | Мет центар, Блумингтон, Минесота |  |

| 26. март | Извештај | Кентаки колонелси 100, Минесота маскиси 95     | Кентаки колонелси 100, Минесота маскиси 95 | Кентаки колонелси 100, Минесота маскиси 95                           | Мет центар, Блумингтон, Минесота |  |
| 26. март | Извештај | Поени: Луи Демпијер 24 Скокови: Џим Колдвел 21 |                                            | Дони Фриман 30 Мел Денијелс, Дони Фриман, Лес Хантер, Сем Смит по 8. | Мет центар, Блумингтон, Минесота |  |
| 26. март | Извештај | Колонелси су изједначили серију, 1 : 1         |                                            |                                                                      | Мет центар, Блумингтон, Минесота |  |

| 27. март | Извештај | Минесота маскиси 116, Кентаки колонелси 107 | Минесота маскиси 116, Кентаки колонелси 107 | Минесота маскиси 116, Кентаки колонелси 107 | Луивил Конвеншн центар, Луивил, Кентаки |  |
| 27. март | Извештај | Поени: Лес Хантер 38 Скокови: Лес Хантер 21 |                                             | Луи Демпијер 32 Џим Колдвел 9               | Луивил Конвеншн центар, Луивил, Кентаки |  |
| 27. март | Извештај | Минесота води серију, 2 : 1                 |                                             |                                             | Луивил Конвеншн центар, Луивил, Кентаки |  |

| 29. март | Извештај | Минесота маскиси 86, Кентаки колонелси 94                     | Минесота маскиси 86, Кентаки колонелси 94 | Минесота маскиси 86, Кентаки колонелси 94 | Луивил Конвеншн центар, Луивил, Кентаки |  |
| 29. март | Извештај | Поени: Мел Денијелс, Сем Смит по 22. Скокови: Мел Денијелс 22 |                                           | Дерел Керијер 29 Џим Лајгон 21            | Луивил Конвеншн центар, Луивил, Кентаки |  |
| 29. март | Извештај | Колонелси су изједначили серију, 2 : 2                        |                                           |                                           | Луивил Конвеншн центар, Луивил, Кентаки |  |

| 30. март | Извештај | Кентаки колонелси 108, Минесота маскиси 114    | Кентаки колонелси 108, Минесота маскиси 114 | Кентаки колонелси 108, Минесота маскиси 114 | Мет центар, Блумингтон, Минесота |  |
| 30. март | Извештај | Поени: Луи Дампијер 33 Скокови: Џим Колдвел 11 |                                             | Ервин Инигер 33 Мел Денијелс 19             | Мет центар, Блумингтон, Минесота |  |
| 30. март | Извештај | Минесота је победила у серији, 3 : 2           |                                             |                                             | Мет центар, Блумингтон, Минесота |  |

| 22. октобар 1967. | Извештај | Кентаки колонелси 104, Минесота маскиси 96 | Кентаки колонелси 104, Минесота маскиси 96 | Кентаки колонелси 104, Минесота маскиси 96 | Мет центар, Блумингтон, Минесота |  |

| 29. октобар 1967. | Извештај | Кентаки колонелси 81, Минесота маскиси 94 | Кентаки колонелси 81, Минесота маскиси 94 | Кентаки колонелси 81, Минесота маскиси 94 | Мет центар, Блумингтон, Минесота |  |

| 8. новембар 1967. | Извештај | Минесота маскиси 106, Кентаки колонелси 92 | Минесота маскиси 106, Кентаки колонелси 92 | Минесота маскиси 106, Кентаки колонелси 92 | Луивил Конвеншн центар, Луивил, Кентаки |  |

| 14. новембар 1967. | Извештај | Кентаки колонелси 75, Минесота маскиси 125 | Кентаки колонелси 75, Минесота маскиси 125 | Кентаки колонелси 75, Минесота маскиси 125 | Мет центар, Блумингтон, Минесота |  |

| 12. децембар 1967. | Извештај | Минесота маскиси 94, Кентаки колонелси 113 | Минесота маскиси 94, Кентаки колонелси 113 | Минесота маскиси 94, Кентаки колонелси 113 | Луивил Конвеншн центар, Луивил, Кентаки |  |

| 8. јануар 1968. | Извештај | Минесота маскиси 103, Кентаки колонелси 107 | Минесота маскиси 103, Кентаки колонелси 107 | Минесота маскиси 103, Кентаки колонелси 107 | Луивил Конвеншн центар, Луивил, Кентаки |  |

| 23. јануар 1968. | Извештај | Кентаки колонелси 97, Минесота маскиси 120 | Кентаки колонелси 97, Минесота маскиси 120 | Кентаки колонелси 97, Минесота маскиси 120 | Мет центар, Блумингтон, Минесота |  |

| 2. фебруар 1968. | Извештај | Минесота маскиси 84, Кентаки колонелси 120 | Минесота маскиси 84, Кентаки колонелси 120 | Минесота маскиси 84, Кентаки колонелси 120 | Луивил Конвеншн центар, Луивил, Кентаки |  |

| 5. фебруар 1968. | Извештај | Минесота маскиси 86, Кентаки колонелси 95 | Минесота маскиси 86, Кентаки колонелси 95 | Минесота маскиси 86, Кентаки колонелси 95 | Луивил Конвеншн центар, Луивил, Кентаки |  |

| 27. фебруар 1968. | Извештај | Кентаки колонелси 93, Минесота маскиси 102 | Кентаки колонелси 93, Минесота маскиси 102 | Кентаки колонелси 93, Минесота маскиси 102 | Мет центар, Блумингтон, Минесота |  |

Ово је био први плеј-оф сусрет између Маскиса и Колонелса.

### Полуфинала Западне дивизије
У полуфиналу Западне дивизије су играли следећи тимови: Њу Орлеанс баканирси, Денвер рокетси, Далас чапаралси и Хјустон маверикси.

#### (1)Њу Орлеанс баканирсии (3)Денвер рокетси
| 26. март | Извештај | Денвер рокетси 104, Њу Орлеанс баканирси 130 | Денвер рокетси 104, Њу Орлеанс баканирси 130 | Денвер рокетси 104, Њу Орлеанс баканирси 130 | Лојола Филд хаус, Њу Орлеанс, Луизијана |  |
| 26. март | Извештај | Поени: Лари Џонс 29                          |                                              | Лари Браун 31                                | Лојола Филд хаус, Њу Орлеанс, Луизијана |  |
| 26. март | Извештај | Њу Орлеанс повео серију, 1 : 0               |                                              |                                              | Лојола Филд хаус, Њу Орлеанс, Луизијана |  |

| 27. март | Извештај | Денвер рокетси 93, Њу Орлеанс баканирси 105 | Денвер рокетси 93, Њу Орлеанс баканирси 105 | Денвер рокетси 93, Њу Орлеанс баканирси 105 | Лојола Филд хаус, Њу Орлеанс, Луизијана |  |
| 27. март | Извештај | Поени: Вили Морел 21                        |                                             | Џими Џонс 22                                | Лојола Филд хаус, Њу Орлеанс, Луизијана |  |
| 27. март | Извештај | Њу Орлеанс води серију, 2 : 0               |                                             |                                             | Лојола Филд хаус, Њу Орлеанс, Луизијана |  |

| 30. март | Извештај | Њу Орлеанс баканирси 98, Денвер рокетси 105 | Њу Орлеанс баканирси 98, Денвер рокетси 105 | Њу Орлеанс баканирси 98, Денвер рокетси 105 | Денвер Аудиторијум арена, Денвер, Колорадо |  |
| 30. март | Извештај | Поени: Даг Мо 22                            |                                             | Вејн Хајтауер 28                            | Денвер Аудиторијум арена, Денвер, Колорадо |  |
| 30. март | Извештај | Њу Орлеанс води серију, 2 : 1               |                                             |                                             | Денвер Аудиторијум арена, Денвер, Колорадо |  |

| 31. март | Извештај | Њу Орлеанс баканирси 100, Денвер рокетси 108 | Њу Орлеанс баканирси 100, Денвер рокетси 108 | Њу Орлеанс баканирси 100, Денвер рокетси 108 | Денвер Аудиторијум арена, Денвер, Колорадо |  |
| 31. март | Извештај | Поени: Даг Мо 27                             |                                              | Вили Морел 28                                | Денвер Аудиторијум арена, Денвер, Колорадо |  |
| 31. март | Извештај | Денвер изједначио серију, 2 : 2              |                                              |                                              | Денвер Аудиторијум арена, Денвер, Колорадо |  |

| 3. април | Извештај | Денвер рокетси 97, Њу Орлеанс баканирси 102 | Денвер рокетси 97, Њу Орлеанс баканирси 102 | Денвер рокетси 97, Њу Орлеанс баканирси 102 | Лојола Филд хаус, Њу Орлеанс, Луизијана |  |
| 3. април | Извештај | Поени: Вили Морел 26                        |                                             | Лари Браун 24                               | Лојола Филд хаус, Њу Орлеанс, Луизијана |  |
| 3. април | Извештај | Њу Орлеанс победио у серији, 3 : 2          |                                             |                                             | Лојола Филд хаус, Њу Орлеанс, Луизијана |  |

| 11. новембар 1967. | Извештај | Денвер рокетси 107, Њу Орлеанс баканирси 131 | Денвер рокетси 107, Њу Орлеанс баканирси 131 | Денвер рокетси 107, Њу Орлеанс баканирси 131 | Лојола Филд хаус, Њу Орлеанс, Луизијана |  |

| 21. новембар 1967. | Извештај | Денвер рокетси 90, Њу Орлеанс баканирси 107 | Денвер рокетси 90, Њу Орлеанс баканирси 107 | Денвер рокетси 90, Њу Орлеанс баканирси 107 | Лојола Филд хаус, Њу Орлеанс, Луизијана |  |

| 15. децембар 1967. | Извештај | Њу Орлеанс баканирси 100, Денвер рокетси 93 | Њу Орлеанс баканирси 100, Денвер рокетси 93 | Њу Орлеанс баканирси 100, Денвер рокетси 93 | Денвер Аудиторијум арена, Денвер, Колорадо |  |

| 4. јануар 1968. | Извештај | Њу Орлеанс баканирси 107, Денвер рокетси 122 | Њу Орлеанс баканирси 107, Денвер рокетси 122 | Њу Орлеанс баканирси 107, Денвер рокетси 122 | Денвер Аудиторијум арена, Денвер, Колорадо |  |

| 18. јануар 1968. | Извештај | Њу Орлеанс баканирси 97, Денвер рокетси 126 | Њу Орлеанс баканирси 97, Денвер рокетси 126 | Њу Орлеанс баканирси 97, Денвер рокетси 126 | Денвер Аудиторијум арена, Денвер, Колорадо |  |

| 26. јануар 1968. | Извештај | Денвер рокетси 104, Њу Орлеанс баканирси 97 | Денвер рокетси 104, Њу Орлеанс баканирси 97 | Денвер рокетси 104, Њу Орлеанс баканирси 97 | Лојола Филд хаус, Њу Орлеанс, Луизијана |  |

| 4. фебруар 1968. | Извештај | Њу Орлеанс баканирси 105, Денвер рокетси 100 | Њу Орлеанс баканирси 105, Денвер рокетси 100 | Њу Орлеанс баканирси 105, Денвер рокетси 100 | Денвер Аудиторијум арена, Денвер, Колорадо |  |

| 11. фебруар 1968. | Извештај | Денвер рокетси 90, Њу Орлеанс баканирси 98 | Денвер рокетси 90, Њу Орлеанс баканирси 98 | Денвер рокетси 90, Њу Орлеанс баканирси 98 | Лојола Филд хаус, Њу Орлеанс, Луизијана |  |

| 23. фебруар 1968. | Извештај | Денвер рокетси 108, Њу Орлеанс баканирси 102 | Денвер рокетси 108, Њу Орлеанс баканирси 102 | Денвер рокетси 108, Њу Орлеанс баканирси 102 | Лојола Филд хаус, Њу Орлеанс, Луизијана |  |

| 18. март 1968. | Извештај | Њу Орлеанс баканирси 101, Денвер рокетси 108 | Њу Орлеанс баканирси 101, Денвер рокетси 108 | Њу Орлеанс баканирси 101, Денвер рокетси 108 | Денвер Аудиторијум арена, Денвер, Колорадо |  |

Ово је био први плеј-оф сусрет између Буканирса и Рокетса.

#### (2)Далас чапаралсии (4)Хјустон маверикси
| 23. март | Извештај | Хјустон маверикси 110, Далас чапаралси 111 | Хјустон маверикси 110, Далас чапаралси 111 | Хјустон маверикси 110, Далас чапаралси 111 | Далас Меморијал аудиторијум, Далас, Тексас |  |
| 23. март | Извештај | Поени: Вили Сомерсет 42                    |                                            | Џон Бесли 28                               | Далас Меморијал аудиторијум, Далас, Тексас |  |
| 23. март | Извештај | Далас повео у серији, 1 : 0                |                                            |                                            | Далас Меморијал аудиторијум, Далас, Тексас |  |

| 25. март | Извештај | Хјустон маверикси 97, Далас чапаралси 115 | Хјустон маверикси 97, Далас чапаралси 115 | Хјустон маверикси 97, Далас чапаралси 115 | Далас Меморијал аудиторијум, Далас, Тексас |  |
| 25. март | Извештај | Поени: Вили Сомерсет 40                   |                                           | Чарли Бесли 27                            | Далас Меморијал аудиторијум, Далас, Тексас |  |
| 25. март | Извештај | Далас води серију, 2 : 0                  |                                           |                                           | Далас Меморијал аудиторијум, Далас, Тексас |  |

| 26. март | Извештај | Далас чапаралси 116, Хјустон маверикси 103 | Далас чапаралси 116, Хјустон маверикси 103 | Далас чапаралси 116, Хјустон маверикси 103 | Сем Хјустон колосеум, Хјустон, Тексас |  |
| 26. март | Извештај | Поени: Џон Бесли 31                        |                                            | Арт Бекер 26                               | Сем Хјустон колосеум, Хјустон, Тексас |  |
| 26. март | Извештај | Далас победио у серији, 3 : 0              |                                            |                                            | Сем Хјустон колосеум, Хјустон, Тексас |  |

| 23. октобар 1967. | Извештај | Далас чапаралси 100, Хјустон маверикси 83 | Далас чапаралси 100, Хјустон маверикси 83 | Далас чапаралси 100, Хјустон маверикси 83 | Сем Хјустон колосеум, Хјустон, Тексас |  |

| 17. новембар 1967. | Извештај | Хјустон маверикси 107, Далас чапаралси 116 | Хјустон маверикси 107, Далас чапаралси 116 | Хјустон маверикси 107, Далас чапаралси 116 | Далас Меморијал аудиторијум, Далас, Тексас |  |

| 19. новембар 1967. | Извештај | Далас чапаралси 100, Хјустон маверикси 94 | Далас чапаралси 100, Хјустон маверикси 94 | Далас чапаралси 100, Хјустон маверикси 94 | Сем Хјустон колосеум, Хјустон, Тексас |  |

| 12. јануар 1968. | Извештај | Хјустон маверикси 99, Далас чапаралси 107 | Хјустон маверикси 99, Далас чапаралси 107 | Хјустон маверикси 99, Далас чапаралси 107 | Далас Меморијал аудиторијум, Далас, Тексас |  |

| 19. јануар 1968. | Извештај | Хјустон маверикси 92, Далас чапаралси 102 | Хјустон маверикси 92, Далас чапаралси 102 | Хјустон маверикси 92, Далас чапаралси 102 | Далас Меморијал аудиторијум, Далас, Тексас |  |

| 26. јануар 1968. | Извештај | Хјустон маверикси 96, Далас чапаралси 122 | Хјустон маверикси 96, Далас чапаралси 122 | Хјустон маверикси 96, Далас чапаралси 122 | Далас Меморијал аудиторијум, Далас, Тексас |  |

| 18. фебруар 1968. | Извештај | Далас чапаралси 93, Хјустон маверикси 110 | Далас чапаралси 93, Хјустон маверикси 110 | Далас чапаралси 93, Хјустон маверикси 110 | Сем Хјустон колосеум, Хјустон, Тексас |  |

| 21. фебруар 1968. | Извештај | Далас чапаралси 122, Хјустон маверикси 119 | Далас чапаралси 122, Хјустон маверикси 119 | Далас чапаралси 122, Хјустон маверикси 119 | Сем Хјустон колосеум, Хјустон, Тексас |  |

| 29. фебруар 1968. | Извештај | Далас чапаралси 100, Хјустон маверикси 101 | Далас чапаралси 100, Хјустон маверикси 101 | Далас чапаралси 100, Хјустон маверикси 101 | Сем Хјустон колосеум, Хјустон, Тексас |  |

| 8. март 1968. | Извештај | Хјустон маверикси 116, Далас чапаралси 117 | Хјустон маверикси 116, Далас чапаралси 117 | Хјустон маверикси 116, Далас чапаралси 117 | Далас Меморијал аудиторијум, Далас, Тексас |  |

Ово је био први плеј-оф сусрет између Чапаралса и Маверикса.

## Дивизијска финала

### Финале Источне дивизије

#### (1)Питсбург пајперсии (2)Минесота маскиси
| 4. април | Извештај | Минесота маскиси 117, Питсбург пајперси 125     | Минесота маскиси 117, Питсбург пајперси 125 | Минесота маскиси 117, Питсбург пајперси 125 | Сивик арена, Питсбург, Пенсилванија |  |
| 4. април | Извештај | Поени: Мел Данијелс 28 Скокови: Мел Данијелс 18 |                                             | Арт Хејман 34 Кони Хоукинс 15               | Сивик арена, Питсбург, Пенсилванија |  |
| 4. април | Извештај | Питсбург је повео серију, 1 : 0                 |                                             |                                             | Сивик арена, Питсбург, Пенсилванија |  |

| 6. април | Извештај | Минесота маскиси 137, Питсбург пајперси 123                      | Минесота маскиси 137, Питсбург пајперси 123 | Минесота маскиси 137, Питсбург пајперси 123              | Сивик арена, Питсбург, Пенсилванија |  |
| 6. април | Извештај | Поени: Лес Хантер, Мел Данијелс 38 each Скокови: Мел Данијелс 27 |                                             | Чарли Вилијамс, лони Хоукинс 27 each Трупер Вашингтон 35 | Сивик арена, Питсбург, Пенсилванија |  |
| 6. април | Извештај | Минесота је изједначила серију, 1 : 1                            |                                             |                                                          | Сивик арена, Питсбург, Пенсилванија |  |

| 10. април | Извештај | Питсбург пајперси 107, Минесота маскиси 99 | Питсбург пајперси 107, Минесота маскиси 99 | Питсбург пајперси 107, Минесота маскиси 99 | Мет сентер, Блумингтон, Минесота |  |
| 10. април | Извештај | Поени: Кони Хоукинс 32                     |                                            | Лес Хантер 27                              | Мет сентер, Блумингтон, Минесота |  |
| 10. април | Извештај | Питсбург је повео серију, 2 : 1            |                                            |                                            | Мет сентер, Блумингтон, Минесота |  |

| 13. април | Извештај | Питсбург пајперси 117, Минесота маскиси 108 | Питсбург пајперси 117, Минесота маскиси 108 | Питсбург пајперси 117, Минесота маскиси 108 | Мет сентер, Блумингтон, Минесота |  |
| 13. април | Извештај | Поени: Кони Хоукинс 38                      |                                             | Скип Торен 22                               | Мет сентер, Блумингтон, Минесота |  |
| 13. април | Извештај | Писбург боди серију, 3 : 1                  |                                             |                                             | Мет сентер, Блумингтон, Минесота |  |

| 14. април | Извештај | Минесота маскиси 105, Питсбург пајперси 114                              | Минесота маскиси 105, Питсбург пајперси 114 | Минесота маскиси 105, Питсбург пајперси 114 | Сивик арена, Питсбург, Пенсилванија |  |
| 14. април | Извештај | Поени: Дони Фриман 23 Скокови: Скип Торен 13 Асистенције: Дони Фриман 11 |                                             | Кони Хоукинс 24 Лирој Рајт 17               | Сивик арена, Питсбург, Пенсилванија |  |
| 14. април | Извештај | Питсбург је победио серију, 4 : 1                                        |                                             |                                             | Сивик арена, Питсбург, Пенсилванија |  |

| 24. октобар 1967. | Извештај | Минесота маскиси 104, Питсбург пајперси 86 | Минесота маскиси 104, Питсбург пајперси 86 | Минесота маскиси 104, Питсбург пајперси 86 | Сивик арена, Питсбург, Пенсилванија |  |

| 9. новембар 1967. | Извештај | Минесота маскиси 86, Питсбург пајперси 97 | Минесота маскиси 86, Питсбург пајперси 97 | Минесота маскиси 86, Питсбург пајперси 97 | Сивик арена, Питсбург, Пенсилванија |  |

| 23. новембар 1967. | Извештај | Питсбург пајперси 75, Минесота маскиси 101 | Питсбург пајперси 75, Минесота маскиси 101 | Питсбург пајперси 75, Минесота маскиси 101 | Мет сентер, Блумингтон, Минесота |  |

| 10. децембар 1967. | Извештај | Питсбург пајперси 114, Минесота маскиси 99 | Питсбург пајперси 114, Минесота маскиси 99 | Питсбург пајперси 114, Минесота маскиси 99 | Мет сентер, Блумингтон, Минесота |  |

| 17. децембар 1967. | Извештај | Питсбург пајперси 121, Минесота маскиси 116 | Питсбург пајперси 121, Минесота маскиси 116 | Питсбург пајперси 121, Минесота маскиси 116 | Мет сентер, Блумингтон, Минесота |  |

| 12. јануар 1968. | Извештај | питсбург пајперси 103, Минесота маскиси 120 | питсбург пајперси 103, Минесота маскиси 120 | питсбург пајперси 103, Минесота маскиси 120 | Мет сентер, Блумингтон, Минесота |  |

| 26. јануар 1968. | Извештај | Минесота маскиси 107, Питсбург пајперси 115 | Минесота маскиси 107, Питсбург пајперси 115 | Минесота маскиси 107, Питсбург пајперси 115 | Сивик арена, Питсбург, Пенсилванија |  |

| 30. јануар 1968. | Извештај | Минесота маскиси 112, Питсбург пајперси 121 | Минесота маскиси 112, Питсбург пајперси 121 | Минесота маскиси 112, Питсбург пајперси 121 | Сивик арена, Питсбург, Пенсилванија |  |

| 4. фебруар 1968. | Извештај | Питсбург пајперси 95, Минесота маскиси 114 | Питсбург пајперси 95, Минесота маскиси 114 | Питсбург пајперси 95, Минесота маскиси 114 | Мет сентер, Блумингтон, Минесота |  |

| 19. фебруар 1968. | Извештај | Питсбург пајперси 120, Минесота маскиси 115 | Питсбург пајперси 120, Минесота маскиси 115 | Питсбург пајперси 120, Минесота маскиси 115 | Мет сентер, Блумингтон, Минесота |  |

| 23. фебруар 1968. | Извештај | Минесота маскиси 102, Питсбург пајперси 110 | Минесота маскиси 102, Питсбург пајперси 110 | Минесота маскиси 102, Питсбург пајперси 110 | Сивик арена, Питсбург, Пенсилванија |  |

Ово је био први плеј-оф сусрет ова два тима.

### Финале Западне дивизије

#### (1)Њу Орлеанс баканирсии (2)Далас чапаралси
| 5. април | Извештај | Далас чапаралси 99, Њу Орлеанс баканирси 104 | Далас чапаралси 99, Њу Орлеанс баканирси 104 | Далас чапаралси 99, Њу Орлеанс баканирси 104 | Лојола Филд хаус, Њу Орлеанс, Луизијана |  |
| 5. април | Извештај | Поени: Џон Бесли 27                          |                                              | Даг Мо 28                                    | Лојола Филд хаус, Њу Орлеанс, Луизијана |  |
| 5. април | Извештај | Њу Орлеанс повео серију, 1 : 0               |                                              |                                              | Лојола Филд хаус, Њу Орлеанс, Луизијана |  |

| 9. април | Извештај | Далас чапаралси 112, Њу Орлеанс баканирси 109 | Далас чапаралси 112, Њу Орлеанс баканирси 109 | Далас чапаралси 112, Њу Орлеанс баканирси 109 | Лојола Филд хаус, Њу Орлеанс, Луизијана |  |
| 9. април | Извештај | Поени: Чарли Бесли 31                         |                                               | Даг Мо 30                                     | Лојола Филд хаус, Њу Орлеанс, Луизијана |  |
| 9. април | Извештај | Далас изједначио серију, 1 : 1                |                                               |                                               | Лојола Филд хаус, Њу Орлеанс, Луизијана |  |

| 10. април | Извештај | Њу Орлеанс баканирси 110, Далас чапаралси 107 | Њу Орлеанс баканирси 110, Далас чапаралси 107 | Њу Орлеанс баканирси 110, Далас чапаралси 107 | Далас Мемориал аудиторијум], Далас, Тексас |  |
| 10. април | Извештај | Поени: Лари Браун 25                          |                                               | Синси Пауел 33                                | Далас Мемориал аудиторијум], Далас, Тексас |  |
| 10. април | Извештај | Њу Орлеанс води серију, 2 : 1                 |                                               |                                               | Далас Мемориал аудиторијум], Далас, Тексас |  |

| 11. април | Извештај | Њу Орлеанс баканирси 119, Далас чапаралси 103 | Њу Орлеанс баканирси 119, Далас чапаралси 103 | Њу Орлеанс баканирси 119, Далас чапаралси 103 | Далас Мемориал аудиторијум], Далас, Тексас |  |
| 11. април | Извештај | Поени: Џеси Брансон 26                        |                                               | Морис Мекхартли 26                            | Далас Мемориал аудиторијум], Далас, Тексас |  |
| 11. април | Извештај | Њу Орлеанс повечао вођство у серији, 3 : 1    |                                               |                                               | Далас Мемориал аудиторијум], Далас, Тексас |  |

| 13. април | Извештај | Далас чапаралси 107, Њу Орлеанс баканирси 108 | Далас чапаралси 107, Њу Орлеанс баканирси 108 | Далас чапаралси 107, Њу Орлеанс баканирси 108 | Лојола Филд хаус, Њу Орлеанс, Луизијана |  |
| 13. април | Извештај | Поени: Синси Пауел 27                         |                                               | Лари Браун 27                                 | Лојола Филд хаус, Њу Орлеанс, Луизијана |  |
| 13. април | Извештај | Њу Орлеанс победио серију, 4 : 1              |                                               |                                               | Лојола Филд хаус, Њу Орлеанс, Луизијана |  |

| 27. октобар 1967. | Извештај | Далас чапаралси 97, Њу Орлеанс баканирси 101 | Далас чапаралси 97, Њу Орлеанс баканирси 101 | Далас чапаралси 97, Њу Орлеанс баканирси 101 | Лојола Филд хаус, Њу Орлеанс, Луизијана |  |

| 10. децембар 1967. | Извештај | Далас чапаралси 110, Њу Орлеанс баканирси 125 | Далас чапаралси 110, Њу Орлеанс баканирси 125 | Далас чапаралси 110, Њу Орлеанс баканирси 125 | Лојола Филд хаус, Њу Орлеанс, Луизијана |  |

| 12. децембар 1967. | Извештај | Њу Орлеанс баканирси 109, Далас чапаралси 105 | Њу Орлеанс баканирси 109, Далас чапаралси 105 | Њу Орлеанс баканирси 109, Далас чапаралси 105 | Далас Меморијал аудиторијум, Далас, Тексас |  |

| 19. децембар 1967. | Извештај | Њу Орлеанс баканирси 96, Далас чапаралси 93 | Њу Орлеанс баканирси 96, Далас чапаралси 93 | Њу Орлеанс баканирси 96, Далас чапаралси 93 | Далас Меморијал аудиторијум, Далас, Тексас |  |

| 7. јануар 1968. | Извештај | Њу Орлеанс баканирси 101, Далас чапаралси 113 | Њу Орлеанс баканирси 101, Далас чапаралси 113 | Њу Орлеанс баканирси 101, Далас чапаралси 113 | Далас Меморијал аудиторијум, Далас, Тексас |  |

| 23. јануар 1968. | Извештај | Далас чапаралси 104, Њу Орлеанс баканирси 112 | Далас чапаралси 104, Њу Орлеанс баканирси 112 | Далас чапаралси 104, Њу Орлеанс баканирси 112 | Лојола Филд хаус, Њу Орлеанс, Луизијана |  |

| 24. јануар 1968. | Извештај | Далас чапаралси 94, Њу Орлеанс баканирси 112 | Далас чапаралси 94, Њу Орлеанс баканирси 112 | Далас чапаралси 94, Њу Орлеанс баканирси 112 | Лојола Филд хаус, Њу Орлеанс, Луизијана |  |

| 25. јануар 1968. | Извештај | Далас чапаралси 102, Њу Орлеанс баканирси 101 | Далас чапаралси 102, Њу Орлеанс баканирси 101 | Далас чапаралси 102, Њу Орлеанс баканирси 101 | Лојола Филд хаус, Њу Орлеанс, Луизијана |  |

| 15. фебруар 1968. | Извештај | Њу Орлеанс баканирси 113, Далас чапаралси 121 | Њу Орлеанс баканирси 113, Далас чапаралси 121 | Њу Орлеанс баканирси 113, Далас чапаралси 121 | Далас Меморијал аудиторијум, Далас, Тексас |  |

| 14. март 1968. | Извештај | Њу Орлеанс баканирси 87, Далас чапаралси 90 | Њу Орлеанс баканирси 87, Далас чапаралси 90 | Њу Орлеанс баканирси 87, Далас чапаралси 90 | Далас Меморијал аудиторијум, Далас, Тексас |  |

Ово је био први плеј-оф сусрет између Баканирса и Чапаралса.

## АБА финале: (Првак запада) Њу Орлеанс баканирси и (Првак истока) Питсбург пајперси

### Резултати серије
| 18. април | Извештај | Њу Орлеанс баканирси 112, Питсбург пајперси 120 | Њу Орлеанс баканирси 112, Питсбург пајперси 120 | Њу Орлеанс баканирси 112, Питсбург пајперси 120    | Сивик арена, Питсбург, Пенсилванија |  |
| 18. април | Извештај | Поени: Ред Робинс 41 Скокови: Ред Робинс 23     |                                                 | Кони Хоукинс 39 Трупер Вашингтон, Лирој Рајт по 11 | Сивик арена, Питсбург, Пенсилванија |  |
| 18. април | Извештај | Питсбург је повео серију, 1 : 0                 |                                                 |                                                    | Сивик арена, Питсбург, Пенсилванија |  |

| 20. април | Извештај | Њу Орлеанс баканирси 109, Питсбург пајперси 100 | Њу Орлеанс баканирси 109, Питсбург пајперси 100 | Њу Орлеанс баканирси 109, Питсбург пајперси 100 | Сивик арена, Питсбург, Пенсилванија |  |
| 20. април | Извештај | Поени: Лари Браун 28 Скокови: Ред Робинс 23     |                                                 | Чико Ван 27 Трупер Вашингтон 17                 | Сивик арена, Питсбург, Пенсилванија |  |
| 20. април | Извештај | Њу Орлеанс изједначио серију, 1 : 1             |                                                 |                                                 | Сивик арена, Питсбург, Пенсилванија |  |

| 24. април | Извештај | Питсбург пајперси 101, Њу Орлеанс баканирси 109 | Питсбург пајперси 101, Њу Орлеанс баканирси 109 | Питсбург пајперси 101, Њу Орлеанс баканирси 109 | Лојола Филд хаус, Њу Орлеанс, Луизијана |  |
| 24. април | Извештај | Поени: Чико Ван 27 Скокови: Трупер Вашингтон 14 |                                                 | Ред Робинс 30 Ред Робинс 22                     | Лојола Филд хаус, Њу Орлеанс, Луизијана |  |
| 24. април | Извештај | Њу Орлеанс је повео серију, 2 : 1               |                                                 |                                                 | Лојола Филд хаус, Њу Орлеанс, Луизијана |  |

| 25. април | Извештај | Питсбург пајперси 106, Њу Орлеанс баканирси 105     | Питсбург пајперси 106, Њу Орлеанс баканирси 105 | Питсбург пајперси 106, Њу Орлеанс баканирси 105 | Лојола Филд хаус, Њу Орлеанс, Луизијана |  |
| 25. април | Извештај | Поени: Кони Хоукинс 47 Скокови: Трупер Вашингтон 25 |                                                 | Џими Џонс 23 Ред Робинс 10                      | Лојола Филд хаус, Њу Орлеанс, Луизијана |  |
| 25. април | Извештај | Питсбург је изједначио серију, 2 : 2                |                                                 |                                                 | Лојола Филд хаус, Њу Орлеанс, Луизијана |  |

| 27. април | Извештај | Њу Орлеанс баканирси 111, Питсбург пајперси 108 | Њу Орлеанс баканирси 111, Питсбург пајперси 108 | Њу Орлеанс баканирси 111, Питсбург пајперси 108 | Сивик арена, Питсбург, Пенсилванија |  |
| 27. април | Извештај | Поени: Даг Мо 31                                |                                                 | Чарли Вилијамс, Кони Хоукинс по 29              | Сивик арена, Питсбург, Пенсилванија |  |
| 27. април | Извештај | Њу Орлеанс је повео серију, 3 : 2               |                                                 |                                                 | Сивик арена, Питсбург, Пенсилванија |  |

| 1. мај | Извештај | Питсбург пајперси 118, Њу Орлеанс баканирси 112     | Питсбург пајперси 118, Њу Орлеанс баканирси 112 | Питсбург пајперси 118, Њу Орлеанс баканирси 112 | Лојола Филд хаус, Њу Орлеанс, Луизијана |  |
| 1. мај | Извештај | Поени: Кони Хоукинс 41 Скокови: Трупер Вашингтон 16 |                                                 | Даг Мо 25 Ред Робинс 11                         | Лојола Филд хаус, Њу Орлеанс, Луизијана |  |
| 1. мај | Извештај | Питсбург је изједначио серију, 3 : 3                |                                                 |                                                 | Лојола Филд хаус, Њу Орлеанс, Луизијана |  |

| 4. мај | Извештај | Њу Орлеанс баканирси 113, Питсбург пајперси 122                   | Њу Орлеанс баканирси 113, Питсбург пајперси 122 | Њу Орлеанс баканирси 113, Питсбург пајперси 122      | Сивик арена, Питсбург, Пенсилванија |  |
| 4. мај | Извештај | Поени: Даг Мо 28 Скокови: Ред Робинс 13                           |                                                 | Чарли Вилијамс, Кони Хоукинсп 35 Трупер Вашингтон 14 | Сивик арена, Питсбург, Пенсилванија |  |
| 4. мај | Извештај | Питсбург је победио серију, 4 : 3, и постао први шампион АБА лиге |                                                 |                                                      | Сивик арена, Питсбург, Пенсилванија |  |

| 30. октобар 1967. | Извештај | Њу Орлеанс баканирси 128, Питсбург пајперси 99 | Њу Орлеанс баканирси 128, Питсбург пајперси 99 | Њу Орлеанс баканирси 128, Питсбург пајперси 99 | Сивик арена, Питсбург, Пенсилванија |  |

| 17. новембар 1967. | Извештај | Њу Орлеанс баканирси 94, Питсбург пајперси 95 | Њу Орлеанс баканирси 94, Питсбург пајперси 95 | Њу Орлеанс баканирси 94, Питсбург пајперси 95 | Сивик арена, Питсбург, Пенсилванија |  |

| 28. новембар 1967. | Извештај | Питсбург пајперси 99, Њу Орлеанс баканирси 106 | Питсбург пајперси 99, Њу Орлеанс баканирси 106 | Питсбург пајперси 99, Њу Орлеанс баканирси 106 | Лојола Филд хаус, Њу Орлеанс, Луизијана |  |

| 19. јануар 1968. | Извештај | Њу Орлеанс баканирси 126, Питсбург пајперси 132 | Њу Орлеанс баканирси 126, Питсбург пајперси 132 | Њу Орлеанс баканирси 126, Питсбург пајперси 132 | Сивик арена, Питсбург, Пенсилванија |  |

| 17. фебруар 1968. | Извештај | Њу Орлеанс баканирси 121, Питсбург пајперси 129 | Њу Орлеанс баканирси 121, Питсбург пајперси 129 | Њу Орлеанс баканирси 121, Питсбург пајперси 129 | Сивик арена, Питсбург, Пенсилванија |  |

| 8. март 1968. | Извештај | Питсбург пајперси 114, Њу Орлеанс баканирси 116 | Питсбург пајперси 114, Њу Орлеанс баканирси 116 | Питсбург пајперси 114, Њу Орлеанс баканирси 116 | Лојола Филд хаус, Њу Орлеанс, Луизијана |  |

Ово је био први плеј-оф сусрет Пајперса и Баканирса.
| Шампион АБА лиге за 1968.     |
| ----------------------------- |
| Питсбург пајперси (1. титула) |

## Места одигравања плеј−оф утакмица
- Сивик арена (Питсбург)
- Индијана Фармерс колосеум (Индијанаполис)
- Луивил гарденс (Луивил)
- Мемориал аудиторијум (Далас)
- Сем Хјустон колосеум (Хјустон)